# 1966年の文学
1966年の文学（1966ねんのぶんがく）では、1966年（昭和41年）の文学に関する出来事について記述する。

## できごと
- 1月17日 - 第54回芥川龍之介賞・直木三十五賞（1965年下半期）の選考委員会開催。
- 6月27日 - アジア・アフリカ作家会議緊急集会が北京で開幕（7月9日まで）。日本からは白石凡、中島健蔵などが参加。
- 9月2日 - 米紙『ライフ』が “Japan’s Dynamo of Letters” として三島由紀夫を特集。
- 11月28日 - 「『宴のあと』裁判」控訴審第12回口頭弁論で正式に和解成立。

## 賞

### 芥川賞・直木賞
第54回（1965年下半期）
- 芥川賞 - 高井有一『北の河』
- 直木賞 - 新橋遊吉『八百長』、千葉治平『虜愁記』

第55回（1966年上半期）
- 芥川賞 - 該当作なし
- 直木賞 - 立原正秋『白い罌粟』

### その他の賞
- 谷崎潤一郎賞（第2回） - 遠藤周作『沈黙』
- 群像新人文学賞（第9回） - 該当作なし

## 1966年の本

### 小説
- 遠藤周作 『沈黙』（新潮社）
- 司馬遼太郎 『関ヶ原』（新潮社）
- 寺山修司 『あゝ、荒野』（現代評論社）
- 野坂昭如 『エロ事師たち』（講談社）
- 丸谷才一 『笹まくら』（河出書房新社）
- 三島由紀夫 『憂国 映画版』（新潮社）、『英霊の聲』（河出書房新社）、『複雑な彼』（集英社）

### 評論
- 林房雄・三島由紀夫『対話・日本人論』（番町書房）
- 丸谷才一 『梨のつぶて』（晶文社）
- 津田孝『民主主義文学論』（新日本出版社）

### その他
- 岡本太郎 『岡本太郎の眼』（朝日新聞社）
- 神谷美恵子 『生きがいについて』（みすず書房）
- 川端康成 『落花流水』（新潮社）
- 三島由紀夫『反貞女大学』（新潮社）、『聖セバスチァンの殉教』〈池田弘太郎との共訳書〉（美術出版社）
- 森村桂 『天国にいちばん近い島』（学習研究社）

## 死去
- 3月10日 - フランク・オコナー、アイルランドの小説家。2005年に「フランク・オコナー国際短編賞」が設立された。62歳没。
- 4月10日 - イーヴリン・ウォー、イギリスの小説家。62歳没。
- 4月28日 - 山中峯太郎、日本の小説家・翻訳家。80歳没。
- 5月3日 - 小宮豊隆、熊本県出身の独文学者・文芸評論家。夏目漱石の門下生として『漱石全集』の編纂に長く関わった。82歳没。
- 6月7日 - 安倍能成、愛媛県出身の哲学者・教育者・政治家。夏目漱石の門下生の一人。幣原内閣で文部大臣に就任した。82歳没。
- 6月30日 - マージェリー・アリンガム、イギリスの推理作家。62歳没。
- 8月11日 - 大下宇陀児、長野県出身の探偵小説作家。69歳没。
- 9月28日 - アンドレ・ブルトン、フランスの詩人・文学者・シュルレアリスト。「シュルレアリスム宣言」を執筆した。70歳没。
- 11月14日 - 亀井勝一郎、北海道出身の文芸評論家。59歳没。